# Verkehrsunfallforschung der Medizinischen Hochschule Hannover
Die Verkehrsunfallforschung der Medizinischen Hochschule Hannover ist ein seit 1973 in Hannover bestehendes interdisziplinäres Verkehrsunfallforschungsprojekt für Verkehrsunfälle mit Personenschäden. Basierend auf Erhebungen am Unfallort durch Studenten werden Details über den Unfallhergang erfasst und abschließend durch Ingenieure rekonstruiert. Ziel der Verkehrsunfallforschung ist Maßnahmen zur Minderung des Unfallrisikos und der Verletzungsfolgen zu erarbeiten.
Ein Alleinstellungsmerkmal ist die niederschwellige Untersuchung von Verkehrsunfällen aller Fahrzeuge. So findet bereits eine Aufnahme ab dem Verletzungsgrad leichtverletzt statt und ist unabhängig von Fahrzeugherstellern. Gleichzeitig ist die Verkehrsunfallforschung der Medizinischen Hochschule mit im Durchschnitt 1000 aufgenommenen Unfällen pro Jahr eine der größten Deutschlands.
Es findet eine enge Zusammenarbeit mit der Schwesterorganisation, der Verkehrsunfallforschung der TU Dresden, statt. Es gelten zum Beispiel die gleichen Regeln für die Unfallaufnahme und -verarbeitung.
Des Weiteren findet eine Zusammenarbeit mit der BASt im Rahmen der German In-Depth Accident Study statt.

## Unfallaufnahme
Parallel zur Unfallaufnahme der Polizei werden unabhängig bis zu 3000 verschiedene Parameter erfasst. Dabei wird die Unfallforschung als durchaus positiver Beitrag auch zur Arbeit der Polizei aufgefasst, da die Unfallforschung erheblich mehr Material zur Unfallaufnahme mitführt als der durchschnittliche Streifenwagen und durch die spezielle Ausrichtung auf Verkehrsunfälle ein größeres Know-how aufweist. Hier findet jedoch keine Datenweitergabe der Unfallforschung an die Polizei statt.
Erhoben werden zum Beispiel
- Unfallspuren auf/neben der Straße,
- Fahrzeugdeformationen und -beschädigungen,
- Schwere, Lokalisation und Behandlung von Verletzungen der beteiligten Personen und
- menschliche, technische und umweltbedingte Einflüsse.

Das Team zur Unfallaufnahme besteht in der Regel aus einem Mediziner (v. a. Medizinstudenten), zwei Technikern (v. a. Maschinenbaustudenten) sowie einem Koordinator, der das Team während der Unfallaufnahme aus dem Büro heraus anleitet und bei neu eingehenden Unfällen prüft, ob diese die Kriterien für eine Unfallaufnahme erfüllen.
Ein Verkehrsunfall erfüllt die Kriterien für die Aufnahme, wenn
- mindestens eine Person mindestens leichtverletzt ist und
- der Unfall innerhalb des Erhebungszeitraumes passiert ist und
- der Unfall innerhalb des Erhebungsgebietes passiert ist.

Die Mitteilung über die Verkehrsunfälle erfolgt über die Polizeidirektion Hannover und die Feuerwehr Hannover.
Die Erhebung fand bis 2019 in 14 Schichten pro Woche statt: Wöchentlich im Wechsel wurden entweder Unfälle zwischen 0 und 6 Uhr (Nachtschicht) sowie 12 und 18 Uhr (Tagschicht) oder zwischen 6 und 12 Uhr (Frühschicht) sowie 18 und 24 Uhr (Spätschicht) aufgenommen. In den Schichten zwischen 0 und 6 Uhr fährt das Unfallaufnahmeteam aufgrund des niedrigeren Verkehrsunfallaufkommens mit einer verkleinerten Besetzung (1 Mediziner und 1 Techniker).
Ab 2020 findet die Erhebung in 7 Schichten pro Woche statt: Der Erhebungszeitraum pro Tag wird zufällig zwischen Nacht-, Früh-, Tag- und Spätschicht bestimmt.
Als Grenzen des Erhebungsgebietes gelten die Grenzen der Region Hannover. Damit umfasst es insgesamt 2289 km², wovon etwa 10 % eine städtische Bebauung aufweisen und damit vergleichbar mit dem deutschen Durchschnitt ist.
Zur Unfallaufnahme vor Ort stehen vier Einsatzfahrzeug zur Verfügung:
- Zwei VW Transporter T5 als Technikerfahrzeug mit Dachplattform, Absicherungsmaterial, Leuchtmast, Maßstäben, Stativen für einen 3D-Laserscanner und Kameras für Aufnahmen aus der Vogelperspektive sowie einem Werkzeugsatz
- Einem VW Tiguan als Medizinerfahrzeug mit einem verkleinerten Satz der Ausstattung des Technikerfahrzeuges sowie zusätzlich Material für eine qualifizierte Erste Hilfe.
- Einem Opel Astra als Dienstwagen und Ersatzfahrzeug für das Medizinerfahrzeug.

Alle Fahrzeuge sind mit einer Gelblicht-Einrichtung ausgestattet.

## Geschichte
Als 1971 die Unfalltoten einen neuen Höhepunkt erreichten, beschloss die Bundesregierung Unfallursachen genauer zu erforschen. Aus diesem Grund wurden Teams in Heidelberg, Berlin und Hannover beauftragt, Verkehrsunfälle zu erforschen. In Hannover übernahm Harald Tscherne die Aufgabe und baute ein Team aus Ingenieuren, Mediziner und Psychologen auf. 1985 wurde Dietmar Otte nach 7 Jahren Tätigkeit in der Verkehrsunfallforschung Projektleiter.
2015 übernahm Heiko Johannsen die Leitung.

### Blaulicht an Einsatzfahrzeugen
Seit Beginn der Verkehrsunfallforschung waren die Fahrzeuge der Unfallforschung aufgrund einer Ausnahmegenehmigung der Stadt Hannover mit Blaulicht und Einsatzhorn ausgestattet. Ziel des Wegerechte waren die rasche Ankunft an der Unfallstelle, um sämtliche Spuren aufnehmen zu können.
Im Mai 2008 kam es im Hannoveraner Stadtteil List zu einem Verkehrsunfall zwischen einem Kleinwagen und einem Einsatzfahrzeug der Unfallforschung auf Einsatzfahrt. Dabei fuhr das Einsatzfahrzeug bei Rot mit eingeschaltetem Blaulicht und Einsatzhorn in eine Kreuzung ein. Bei dem Unfall wurden die Insassen beider Fahrzeuge schwer verletzt. Im Folgenden kam es zu einer Klage, so dass das OLG Celle im Urteil vom 3. August 2011 feststellte, dass die Fahrzeuge der Verkehrsunfallforschung nicht unter den § 35 StVO fallen.
Dem folgend widerrief die Stadt Hannover die Ausnahmegenehmigung für das Anbringen von Blaulicht und Einsatzhorn und erteilte ersatzweise eine Genehmigung für das Anbringen von Gelblicht sowie weitreichende Ausnahmeregelungen (z. B. Ausnahme von diversen Parkbeschränkungen, Erlaubnis des Befahrens von Waldwegen im Stadtwald Eilenriede, Befahren von Einbahnstraßen entgegen der Fahrtrichtung sowie des Seitenstreifens bei Staubildung auf den Schnellwegen und Autobahnen der Region).

## Sondererhebungen
In der Region Hannover werden seit Anfang 2019 auch außerhalb des Erhebungszeitraumes sämtliche Getöteten aufgenommen. Ziel ist es gerade schwere Verkehrsunfälle genauer zu erfassen und die Ursachen für tödliche Verkehrsunfälle besser erforschen zu können.